# 冬宮貓

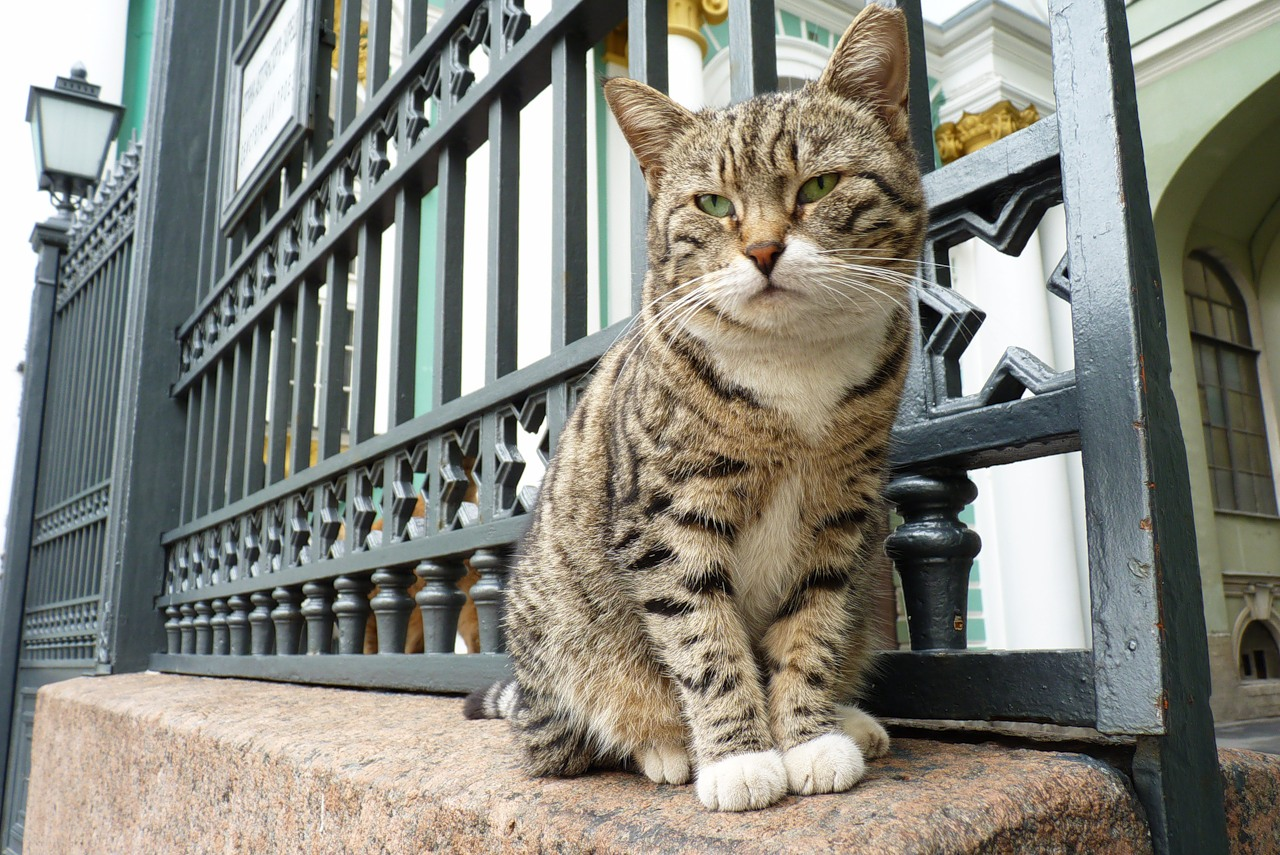
其中一隻冬宮貓。

冬宮貓（英語：Hermitage cats）是一群居住在俄羅斯冬宮博物館的貓，用於驅趕老鼠以保護博物館藏品不被破壞，多年來亦成為該博物館之一大特色，吸引了不少愛貓人士前來。平時這些貓居住在博物館的地下室，夏天的時候則會出來在堤岸和廣場上走動；在以往的時代牠們是可以在博物館內的畫廊自由行動的。
2012年冬宮貓共有60隻，其中有些是之前的貓的後代，有些是收養被遺棄的貓；至2013年冬宮貓的數量已增至74隻。

## 歷史
最初因18世紀時的俄羅斯帝國君主彼得一世自荷蘭帶貓來飼養，冬宮才開始有貓居住。其女兒伊莉莎白·彼得羅芙娜·羅曼諾娃在登基為女皇之後，便於1745年下令從喀山招募強壯優秀的貓咪來防止冬宮博物館的鼠患。在二戰的列寧格勒圍城戰期間，城市內所有的動物包括冬宮貓在內幾乎都死亡了；戰爭結束後，蘇聯政府運了兩車貓到列宁格勒，其中有一部分居於冬宮。60年代因當地貓隻過多，博物館便送走大部分貓，然而後來因鼠患加劇的緣故仍繼續飼養貓。
自1998年起，冬宮博物館將4月6日訂為「貓日」；定期在每年的3月底和4月初間舉辦和貓有關的活動。
2015年，博物館為可能有興趣收養貓的人設立了專屬的網站。

## 外部連結
- 冬宮貓（页面存档备份，存于）（俄文）
- 冬宮博物館貓（页面存档备份，存于），國家地理頻道（英文）